# Builsa
Builsa är ett distrikt i Ghana.   Det ligger i regionen Övre östra regionen, i den norra delen av landet, 600 km norr om huvudstaden Accra. Antalet invånare är 75 376. Arean är 1 946 kvadratkilometer.
Terrängen i Builsa är lite kuperad.